# 傅漢 (嘉慶進士)
傅漢，字星北，贵州贵阳人，清朝政治人物、同進士出身。

## 生平
嘉慶十六年（1811年）辛未科進士，三甲五名，由直隸豐潤縣知縣至全州知州。